# 양현석 (야구 선수)
양현석(1977년 10월 20일 ~ )은 전 KBO 리그 해태 타이거즈, SK 와이번스, LG 트윈스의 외야수이다.
동대문상고 - 경희대학교를 거쳐 2000년 신인 드래프트에서 해태 타이거즈의 지명을 받고 입단하였다. 경희대학교 재학시절에는 1년 선배인 홍성흔과 함께 팀의 중심타선을 이끌었지만, 프로에서는 홍성흔과는 달리 큰 주목을 받지 못했다. SK 와이번스로 트레이드된 첫해인 2001년에는 11홈런을 기록하며 두각을 나타냈고, 2002년도부터는 주로 대타요원으로 활약하였다. LG 트윈스 선수로 활동하던 2004년에 프로야구 선수 병역비리파동에 연루되어 집행유예를 선고받고 상근예비역으로 병역을 마쳤다. 병역을 마치고 복귀한 2007시즌에는 허리 부상 때문에 그리 활약하지 못하였고, 그 해 시즌이 끝난 이후 LG 트윈스에서 방출되어 은퇴하였다.
현역에서 은퇴한 이후에는 자산관리사로 활동하고 있다.

## 출신 학교
- 청원중학교
- 동대문상업고등학교
- 경희대학교